# Alix Strachey

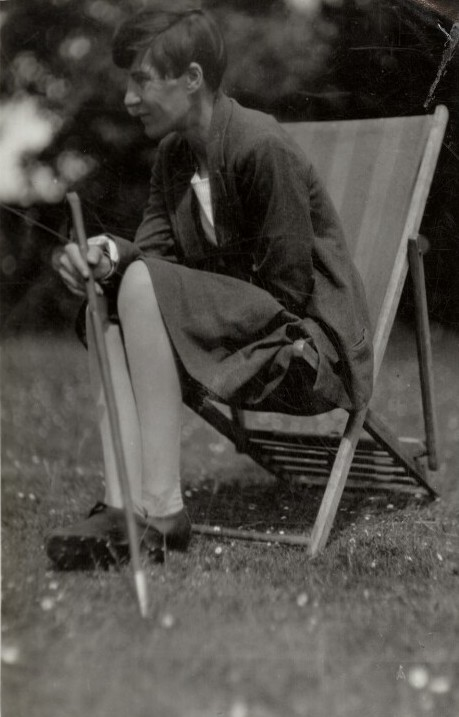
Alix Strachey (um 1920)

Alix Strachey, geborene Sargant-Florence (* 4. Juni 1892 in Nutley (New Jersey); † 28. April 1973 in Marlow, (Großbritannien)) war eine in US-amerikanische und später in England lebende Psychoanalytikerin. Mit ihrem Ehemann übersetzte sie als englischsprachige Standardausgabe das gesamte Werk Sigmund Freuds ins Englische.

## Leben und Arbeit
Alix Sargant-Florence war die Tochter des amerikanischen Musikers Henry Smyth Florence und der britischen Malerin Mary Sargant Florence. Ihre Mutter war die Schwester des britischen Bildhauers Francis William Sargant (1879–1960). Ihr Bruder Philip Sargant Florence (1890–1982) wurde Wirtschaftswissenschaftler und heiratete die Geburtenkontrolle-Aktivistin Lella Faye Secor.
Ihr Vater verstarb bei einem Unfall, als sie noch ein Kleinkind war. Sie besuchte die Bedales School, die Slade School of Fine Art und das Newnham College in Cambridge, wo sie moderne Sprachen studierte. 1915 zog sie mit ihrem Bruder in seine Wohnung in Bloomsbury und wurde Mitglied der Bloomsbury Group, durch die sie James Strachey, den stellvertretenden Herausgeber von The Spectator, kennenlernte. Sie zogen 1919 zusammen und heirateten im folgenden Jahr am 4. Juni 1920 in St. Pancras. Im selben Jahr gingen sie nach Wien, wo James Stachey, ein Bewunderer Freuds, mit seiner Psychoanalyse begann. Bald darauf unterzog sich auch Alix Strachey einer Psychoanalyse. Die Reise von Alix und James nach Wien im Jahr 1920 wird als Schlüsselereignis für die Entwicklung der Psychoanalyse angesehen.
Freud bat das Paar, einige seiner Werke ins Englische zu übersetzen, und dies sollte ihr beider Lebenswerk werden. Beide wurden selbst Psychoanalytiker, und neben Freuds Werken übersetzten auch Werke einer Reihe anderer europäischer Psychoanalytiker, darunter Karl Abraham, Melanie Klein und Otto Fenichel. Ihre Übersetzungen wurden zu den englischen Standardausgaben von Freuds Werken.
Sie lebte in Marlow, Buckinghamshire, in dem von ihrer Mutter 1899–1900 erbauten Haus „Lord’s Wood“.

## Schriften (Auswahl)
- A New German-English Psychoanalytical Vocabulary, Published for the Institute of Psycho-analysis by Ballière. Tindall and Cox, 1943.
- The Unconscious Motives of War. Universities Press, New York 1956 / Allen & Urwin, 1957.
- The Psychology of Nationhood. 1960.